# Kleszniaki
Kleszniaki (biał. Клешнякі; ros. Клешняки) – wieś na Białorusi, w obwodzie grodzieńskim, w rejonie szczuczyńskim, w sielsowiecie Wasiliszki.
Miejscowość położona w pobliżu rzeczki Niewisza. Tutejsi katolicy należeli w XVIII w. do parafii w Wasiliszkach lub Szejbakpol. 
Pod zaborem rosyjskim włościańska wieś Kleszniaki znajdowała się w powiecie lidzkim guberni wileńskiej. W 28 domach żyło tu 267 mieszkańców wyznania katolickiego (1866).
W II Rzeczypospolitej miejscowość należała do gminy wiejskiej Wasiliszki, początkowo w powiecie lidzkim, a od 29 maja 1929 r. – w szczuczyńskim, województwa nowogródzkiego.
W miejscowości urodzili się:
- Janka Tarasiewicz(inne języki) (1892–1978), białoruski i amerykański działacz religijny, doktor teologii, wujek Uładzimira;
- Uładzimir Tarasiewicz (1921–1986), amerykański benedyktyn, biskup tytularny Mariamme, wizytator apostolski diaspory białoruskich grekokatolików[6].

Do 2013 r. miejscowość należała do dawnego sielsowietu Bakszty. Miejscowi katolicy należą do parafii w Wasiliszkach (przy kościele św. Jana Chrzciciela). W Kleszniakach znajduje się kaplica.